# Georges Closson
Georges Alexandre Closson (Reims, 14 novembre 1865 - Paris, 22 novembre 1945) est un architecte français.

## Biographie
Né en 1865 à Reims, du mariage de François Closson (1831-1874), entrepreneur serrurier, et de Marie-Émilie Denis (1837-1921), architecte, il épouse Marie-Geneviève Dissard (1868-1949) à Paris. Le couple a eu deux enfants : Jean-Émile (1896-1940), architecte, et Paul-Charles (1900-1973), ingénieur chimiste.
Élève de Ginain, il est formé à l’École des beaux-arts, Closson resta un architecte très classique dans ses conceptions. S’il resta étranger aux recherches stylistiques et au renouveau architectural du début du XXe siècle, il se distingua néanmoins par son travail en Égypte. Ses églises conservent un langage stylistique marqué par le néogothique, mais participent des expériences architecturales des années 1920- 1930 pour d’audacieuses structures en béton armé employé dans ses chantiers d’églises.

## Œuvres
Georges Closson participe au projet de ville nouvelle d’Héliopolis lancé par le baron Empain dans le désert aux environs du Caire (Égypte) vers 1905. Closson intervient en Égypte probablement comme collaborateur de l’architecte Alexandre Marcel, responsable en chef des travaux d’Héliopolis.
Il travaille au projet de la chapelle commémorative de la victoire de la Marne à Dormans et réalise le projet de l'architecte académicien Alexandre Marcel qui avait remporté le concours. La construction de l’ensemble se déroule de 1921 à 1931. 
Il remporte en 1926 le concours de l’archevêché de Paris pour la construction de la Basilique Sainte-Jeanne-d'Arc à Paris. Cette compétition, présidée par Louis Marie Cordonnier, membre de l’Institut et futur auteur de la basilique Sainte-Thérèse de Lisieux, déclenche une virulente polémique autour du rejet du projet d’Auguste Perret. Le projet de Closson est particulièrement discuté, et considérablement remanié dans un style moins archéologique et plus proche stylistiquement du style romanisant épuré de l’église Saint-Pierre-de-Chaillot. 
Construite partiellement entre 1928 et 1940, la basilique s’orne de vitraux du peintre Léon Zack. Elle contient également une statue de Jeanne d'Arc, réalisée par Maxime Real del Sarte. L’église, inachevée lors de la Seconde Guerre mondiale, fut terminée en 1960 par Pierre Isnard dans un goût plus moderne.

## Sources
- Fabien Bellat, « Georges Closson. l’architecte, l’Orient et l’ordinaire », dans Livraisons de l'histoire de l'architecture, n° 18, 2009, p. 21-38 (lire en ligne).